# Phoenix Suns 1998-1999
La stagione 1998-99 dei Phoenix Suns fu la 31ª nella NBA per la franchigia.
I Phoenix Suns arrivarono terzi nella Pacific Division della Western Conference con un record di 27-23. Nei play-off persero al primo turno con i Portland Trail Blazers (3-0).

## Roster
| N° | Naz.                   | Ruolo | Sportivo          | Anno | Alt. | Peso |
| -- | ---------------------- | ----- | ----------------- | ---- | ---- | ---- |
| 2  | Stati Uniti (bandiera) | G     | Randy Livingston  | 1975 | 193  | 95   |
| 2  | Stati Uniti (bandiera) | G     | Shawn Respert     | 1972 | 185  | 88   |
| 3  | Stati Uniti (bandiera) | G     | Rex Chapman       | 1967 | 193  | 84   |
| 4  | Stati Uniti (bandiera) | G     | Gerald Brown      | 1975 | 193  | 95   |
| 8  | Stati Uniti (bandiera) | A     | Pat Garrity       | 1976 | 206  | 108  |
| 11 | Stati Uniti (bandiera) | GA    | Jimmy Oliver      | 1969 | 196  | 93   |
| 12 | Stati Uniti (bandiera) | G     | Toby Bailey       | 1975 | 198  | 97   |
| 13 | Australia (bandiera)   | C     | Luc Longley       | 1969 | 218  | 120  |
| 15 | Stati Uniti (bandiera) | AC    | Danny Manning     | 1966 | 208  | 104  |
| 19 | Stati Uniti (bandiera) | G     | Alvin Sims        | 1974 | 193  | 107  |
| 20 | Slovenia (bandiera)    | GA    | Marko Milič       | 1977 | 198  | 107  |
| 21 | Stati Uniti (bandiera) | GA    | George McCloud    | 1967 | 198  | 93   |
| 24 | Stati Uniti (bandiera) | A     | Tom Gugliotta     | 1969 | 208  | 109  |
| 30 | Stati Uniti (bandiera) | AC    | Clifford Robinson | 1966 | 208  | 102  |
| 32 | Stati Uniti (bandiera) | G     | Jason Kidd        | 1973 | 193  | 93   |
| 34 | Stati Uniti (bandiera) | A     | Chris Morris      | 1966 | 203  | 95   |
| 35 | Stati Uniti (bandiera) | C     | Joe Kleine        | 1962 | 211  | 116  |

## Staff tecnico
- Allenatore: Danny Ainge
- Vice-allenatori: Scott Skiles, Frank Johnson, Roger Reid
- Preparatore atletico: Joe Proski
- Assistente preparatore: Aaron Nelson
- Preparatore fisico: Robin Pound